# Майелларо, Мэтт
Мэттью Дуглас Майелларо (англ. Matthew Douglas Maiellaro) — американский мультипликатор, сценарист и писатель-драматург, воплотивший множество фантасмагорических образов и типажей как в театрах, так и на экранах телевизора.
Сценарии Мэтта Майелларо на мультфильмы «12 oz. Mouse», «ATHF», «Space Ghost» до сих пор обыгрывают в театре в современном жанре «Live action».

## Биография

### Начальное творчество
Мэттью Дуглас Майелларо родился в Пенсаколе, штат Флорида, США в 1966 году.
Выпускник Высшей Католической Школы Пенсаколы.
После учёбы работал первым и вторым ассистентом режиссёра по полнометражным художественным фильмам «Человек тьмы», «Существо в корзине 3», «Железный ринг», «Клептомания», «Mr. McAllister’s Cigarette Holder», Восставший из Ада III.
Мэтт оставался ассистентом режиссёра вплоть до 1994 года.
Но вот в 1995 году Мэтт знакомится с Дейвом Уиллисом, который предложил Мэтту написать сценарий к нашумевшему мультсериалу «Ток-шоу Космического призрака». Тогда Дэйв был одним из сценаристов этого сериала. Мэтт с радостью согласился написать сценарий к нескольким сериям мультсериала. Это был, по сути, его первый киносценарий.
В этом же году Мэтт получает приглашение работать мультипликатором на Cartoon Network. С 1995 года Мэтт был одним из сценаристов «Шоу Космического Призрака», он сотрудничал с другими сценаристами мультсериала: Дейвом Уиллисом, Адамом Ридом и Мэттом Томпсоном, которые станут его друзьями и коллегами по созданию многих популярных мультсериалов Adult Swim.

### Команда Фастфуд
В 2000 году Дэйв Уиллис и Мэтт Майелларо создают грандиозный мультипликационный проект под названием Aqua Teen Hunger Force. Название мультсериала дословно переводится как «Жажда и голод мучают подростков», в нашем телепрокате мультфильм имел название «Команда Фастфуд». Сам мультсериал повествовал о недетских похождениях провизии фаст-фуда — молочного коктейля, пачки картофеля фри и мясной тефтельки. Мультсериал не рекомендовалось смотреть детям до 14 лет, поэтому на Cartoon Network его вещали редко. Но в 2001 году открыли специальный телеканал Adult Swim, транслирующий мультики для взрослых. Первым мультфильмом, показанным на этом телеканале был Aqua Teen Hunger Force.
Создавая сценарий для мультфильма, Мэтт позволил себе поэкспериментировать с юмором, сюжетными линиями и созданием новых образов. Aqua Teen Hunger Force оказался настолько популярным, что Мэтт и Дэйв переписали сценарий мультсериала в качестве пьесы. Сейчас спектакли ATHF играют во многих театрах США.
А в 2007 году вышел полнометражный художественный фильм — Команда Фастфуд.
Мультсериал был адаптирован в видеоиграх. В 2004 году вышла мобильная игра «Aqua Teen Hunger Force Destruct-O-Thon». В 2007 году вышла игра для PlayStation 2 «Aqua Teen Hunger Force Zombie Ninja Pro-Am».

### МорЛаб 2021
В 2001 году Мэтт получает предложение от своего друга Адама Рида стать соавтором сценария «МорЛаб 2021».
Четыре сценариста, писавшие сценарий для «Космического Призрака», снова объединяются.
Адам Рид, Мэтт Томпсон, Мэтт Майелларо и Дейв Уиллис пишут сценарий для нового мультипликационного ситкома — МорЛаб 2021. Этот 10-минутный мультсериал чем-то напоминал «Космического призрака»: в «Шоу Космического Призрака» были вырезаны персонажи мультсериала «Космический призрак» 1966 года. В «МорЛабе 2021» сюжет представлял собой новые приключения учёных-подводников из сериала «МорЛаб 2020» 1972 года, по-другому говоря — пародию на него. В первом сезоне были вырезаны сцены эпизодов мультсериала 1972 года, во втором сезоне были вырезаны сами персонажи и представляли собой «бумажных марионеток», как в мультсериале «Южный Парк».
Мэтт писал сценарий для первого и второго сезонов мультсериала.
В компанию сценаристов вступил ещё MC Chris (Крис Уорд), которого Мэтт знал как сценариста мультсериала «Шоу Брака» 2000 года. Сам Мэтт озвучил в мультсериале Мистера Тиклза.
Мэтт и Крис пересекались ещё в творчестве: Крис озвучил второстепенные роли в Aqua Teen Hunger Force и Эрго Прокси, а также снялся в фильме «Команда Фастфуд».
Со времени работы над сериалом «МорЛаб 2021» Майелларо стал работать на студии Williams Street. 

На этой студии Майлларо продолжал писать сценарии на телефильм «Spacecataz», а также на мультсериалы «Идеальная причёска навсегда» и «Осьминоги», которые были адаптированы для телеканала Adult Swim.

### Пол-литровая мышь

Мышь Фицджеральд. Главный персонаж мультсериала «Пол-литровая мышь». Нарисован и озвучен Мэттом Майелларо

В 2005 году Мэтт решил создать новый комедийный проект — «12 oz. Mouse» («Поллитровая мышь»).
Мультфильм представлял собой комедийный трэш, собранный из «театральных» набросков Мэтта, в надежде создать очередную пьесу. Так появился сценарий «Поллитровая мышь», сочетающий в себе абсурд, сюрреализм и немного туалетный юмор.
Мультсериал состоял из 20 серий, был поделен на 2 сезона. Мультипликация была весьма «бедна»: фон и персонажи мультфильма были нарисованы с помощью технологии Microsoft Paint, и, казалось, был нарисован настолько просто и нелепо, что обычный зритель мог просто разочароваться в самом сериале. Однако, не стоит забывать о блестящем сценарии, написанным писателем Мэттом Майелларо.
Сериал обрёл неслыханную популярность, сначала в интернете, потом на телевидении, прежде всего, за счёт великолепных комичных цитат, крылатых фраз и насыщенных диалогов, на которых держится весь юмор сериала.

— Пьяный что ли? 
 — Я бы ещё выпил.

Нам нужно найти работу, чтобы скрыть, что мы грабим банки.

Если пьёшь, значит пьёшь! А вот если пьёшь, тогда напиваешься!

Сначала… мне надо выпить… чтобы сесть за руль.

Коп: Вы, ребята, ничего не слышали. Ограбление банка. Насчёт. 

Мышь: Нуу… Не-а. 

Коп: Угнанный самолёт снаружи ваш? С мешками денег на заднем сиденье. Чувак. 

Мышь: А в нём дырки от пуль есть? 

Коп: Ээ… Нет. 

Мышь: Тогда это не мой.

Квадрат: Знаешь, малышка, я решил, что раз я женщина, а ты мужчина, ты переспишь со мной в моей дорогой постели. 

Муженщина: У тебя же глаз нету. 

Квадрат: Не забывай, что я богат. 

Муженщина: Меня твои деньги не волнуют. Деньги тут ничего не значат. 

Квадрат: Ну… Собаки залают, так ведь?
В 2007 году планировался 3-й сезон сериала, но внезапно Мэтт решил закрыть сериал, то ли из-за того, что дальше сериал снимать было бессмысленно, то ли из-за того, что Мэтт сосредоточился на новых проектах. Из 3-го сезона мультсериала была показана всего лишь одна-единственная 21-я серия.
Сценарий «пилотных серий» мультсериала также обыгрвается актёрами, но не в театре а в интернете, в жанре Live Action.

## Фильмография

### Сценарист
- 1995 — Космический призрак / Space Ghost Coast to Coast
- 2000 — Команда Фастфуд / Aqua Teen Hunger Force
- 2001 — МорЛаб 2021 / Sealab 2021
- 2004 — Идеальная причёска навсегда / Perfect Hair Forever
- 2004 — Вечеринка Фастфуд / Spacecataz
- 2005 — Пол-литровая мышь / 12 oz. Mouse
- 2005 — Осьминоги / Squidbillies
- 2007 — Команда Фастфуд: Художественный фильм / Aqua Teen Hunger Force Colon Movie Film for Theaters
- 2008 — Stiff

### Актёр озвучивания
- 1995 — Космический призрак — Frylock
- 2000 — Шоу Брака — Мистер Тинклз
- 2000 — Команда Фастфуд — Ёрр
- 2004 — Вечеринка Фастфуд — Ёрр
- 2005 — Пол-литровая мышь — Мышь Фицджеральд (главная роль)
- 2006 — Эрго Прокси — Крикет (английский дубляж)
- 2007 — Команда Фастфуд: Художественный фильм — Ёрр/ Кибернетический Призрак/ Сатана

### Режиссёр
- 2000 — Команда Фастфуд / Aqua Teen Hunger Force
- 2005 — Пол-литровая мышь / 12 oz. Mouse
- 2007 — Команда Фастфуд: Художественный фильм / Aqua Teen Hunger Force Colon Movie Film for Theaters
- 2008 — Stiff

## Интересные факты
- Одним из кумиров и вдохновителей Мэтта среди мультипликаторов был Дон Херцфельд. Вместе с Дэйвом Уиллисом сценаристы отдали должное Херцфельду: в одной из серий ATHF «Broodwich» можно увидеть анимированные подписи в стиле мультипликации Дон Херцфельда.
- Мэтт музыкально образован, его хобби — играть на электрогитаре. На электрогитаре также играет мышонок Фиц из «Пол-Литровой Мыши», которого озвучил сам Мэтт. Музыку электрогитары в начале шоу исполняет тоже Мэтт. Ещё одна подсказка Мэтта отмечается в финальных титрах мультсериала:

У себя в подвале Мышь играет на крутых гитарах через мощные усилки
- Песню «Warrior Man» для мультфильма «Осьминоги» написал и исполнил сам Мэтт.
- Мастер Шейк, Фрайлок и Тефтель — герои мультсериала «Aqua Teen Hunger Force» — впервые были придуманы Майелларо и Уиллисом в 1995 году. Они появились как эпизодические персонажи «Шоу Космического Призрака».